# Slovenski Mozart
Slovenski Mozart: knjiga o Josipu Ipavcu (COBISS) je biografska knjiga o slovenskem skladatelju in zdravniku Josipu Ipavcu. Njen avtor je literarni zgodovinar Igor Grdina, izšla pa je januarja 2021, na nacionalno leto Josipa Ipavca, v sozaložbi Beletrine in Knjižnice Šentjur.
Avtor v knjigi utemeljuje, zakaj spada Josip Ipavec v vrh evropske glasbene ustvarjalnosti začetka 20. stoletja.